# Казрети
Казрети (груз. კაზრეთი) — посёлок городского типа в Грузии.
Посёлок расположен в Болнисском муниципалитете административного края Квемо-Картли на реке Машавера (бассейн Куры).
Посёлок соединён железнодорожной ветвью со станцией Марнеули Грузинской железной дороги.

## Экономика
Около Казрети разрабатывается Сакдрисинское месторождение золота, которое эксплуатирует компания RMG Gold LLC, принадлежащая российским инвесторам. Сакдрисский рудник, по мнению некоторых археологов, является древнейшим золотым рудником в мире. В 2006 году он был взято под защиту Закона о культурном наследии, но в 2013 году министерство культуры Грузии сняло этот статус с рудника, заявив, что он был внесен в список культурного наследия с процедурным нарушениями. Это решение, принятое в интересах компании RMG Gold, которая добивалась разрешения на добычу золота в открытом карьере, вызвало протесты со стороны защитников памятников культуры. 
Полив земель в поселке осуществляется за счёт казретского канала, протяжённостью 31 км, берущего начало в месте соединения рек Машавера и Казретула. По официальным данным немецких независимых исследовательских групп а также грузинского исследовательского агентства по окружающей среде, воды реки Машавера и Казретского канала загрязнены опасными для здоровья человека металлами, попадающими сюда в результате работы горных рудников, отданных под управление иностранным инвесторам.